# Tembiaporá

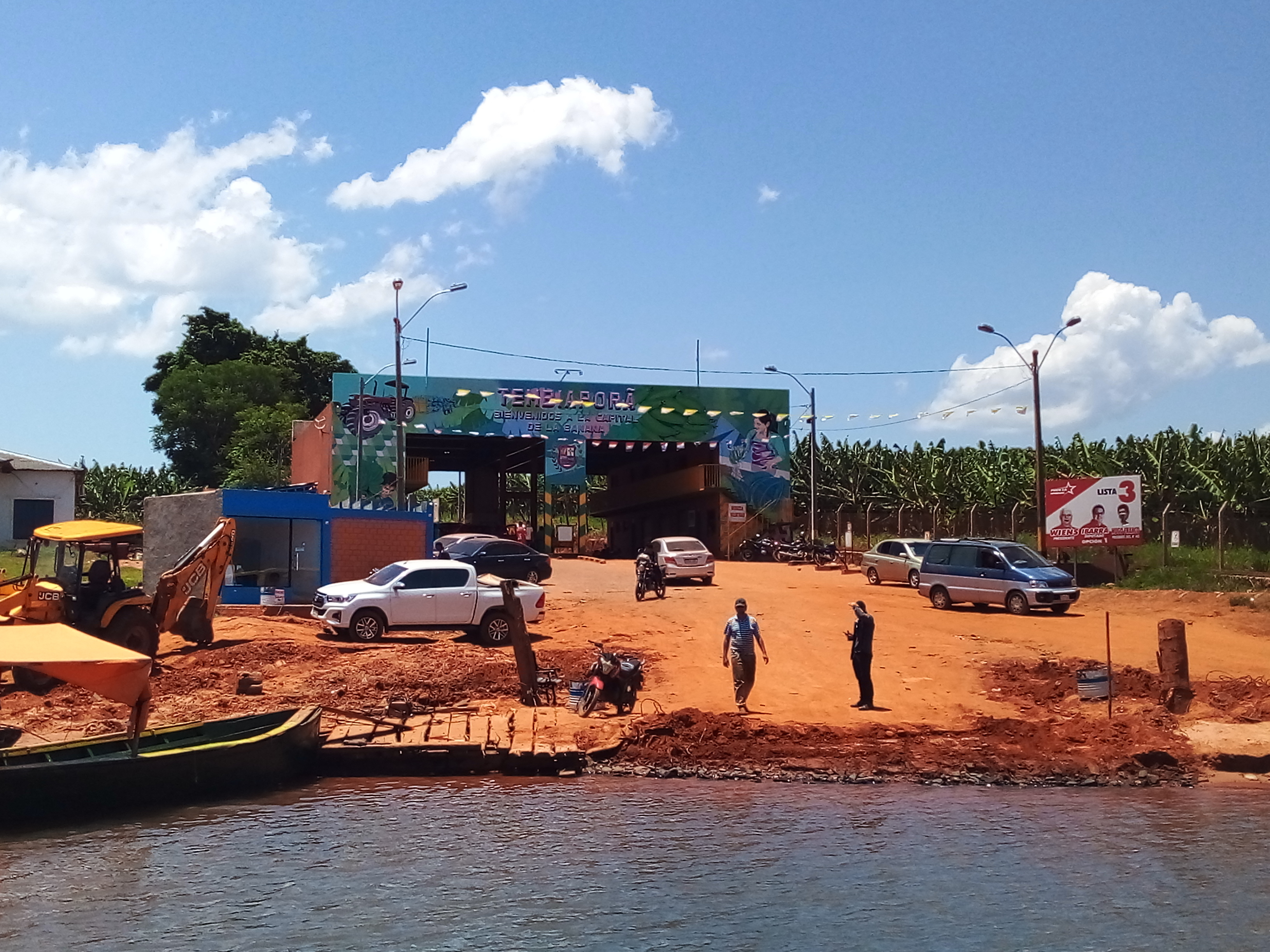
Muelle de Tambiaporá. Vista desde la balsa que cruza el lago Yguazú.

Tembiaporá es una localidad y distrito del departamento de Caaguazú. Este distrito fue creado por Ley número 3.421 por parte del Congreso paraguayo el 29 de diciembre de 2008, el cual también fijó los límites y superficie del nuevo distrito. Tiene un área de 444 km² y su territorio formó parte del distrito de Raúl Arsenio Oviedo. Es conocido por ser el mayor productor de banana en el país.